# Jean-Louis Castel
Pas d'image ? Cliquez ici

a Compétitions nationales et continentales officielles uniquement.

b Matchs officiels uniquement.
Jean-Louis Castel, né le 25 avril 1954 à Albi, est un joueur et entraîneur de rugby à XIII dans les années 1970 et 1980. Il occupe le poste de demi de mélée.
Fidèle aux couleurs du club d'Albi, il prend part aux deux titres remportés par le club albigeois dans les années 1970, le Championnat de France en 1977 et la Coupe de France en 1974, côtoyant en club Michel Moussard, Fernand Kaminski, Christian Laskawiec et Yves Alvernhe.
Fort de ses performances en club, il est sélectionné à quatre reprises en équipe de France entre 1975 et 1979, prenant part à la Coupe du monde en 1975.
Son frère, Éric Castel, est également joueur de rugby à XIII et international français.

## Palmarès
- Collectif :
  - Vainqueur du Championnat de France : 1977 (Albi).
  - Vainqueur de la Coupe de France : 1974 (Albi).

### Détails en sélection de rugby à XIII
| 1. | 2 mars 1975      | Pays de Galles            | 14-7  | Coupe du monde | Remplaçant    | - | - | - | - |
| 2. | 16 mars 1975     | Angleterre                | 2-20  | Coupe du monde | Remplaçant    | - | - | - | - |
| 3. | 10 décembre 1978 | Australie                 | 11-10 | Tournée        | Demi de mêlée | - | - | - | - |
| 4. | 14 octobre 1979  | Papouasie-Nouvelle-Guinée | 16-9  | Test-match     | Demi de mêlée | - | - | - | - |

### En club
| Saison    | Saison | Championnat           | Championnat | Championnat | Championnat | Championnat | Championnat | Championnat |
| Saison    | Saison | Compétition           | M           | Pts         | Ess.        | Buts        | Dp.         |             |
| --------- | ------ | --------------------- | ----------- | ----------- | ----------- | ----------- | ----------- | ----------- |
| 1973-1974 | Albi   | Championnat de France | ?           | -           | -           | -           | -           |             |
| 1974-1975 | Albi   | Championnat de France | ?           | -           | -           | -           | -           |             |
| 1975-1976 | Albi   | Championnat de France | ?           | -           | -           | -           | -           |             |
| 1976-1977 | Albi   | Championnat de France | ?           | -           | -           | -           | -           |             |
| 1977-1978 | Albi   | Championnat de France | ?           | -           | -           | -           | -           |             |
| 1978-1979 | Albi   | Championnat de France | ?           | -           | -           | -           | -           |             |
| 1979-1980 | Albi   | Championnat de France | ?           | -           | -           | -           | -           |             |
| 1980-1981 | Albi   | Championnat de France | ?           | -           | -           | -           | -           |             |
| 1981-1982 | Albi   | Championnat de France | ?           | -           | -           | -           | -           |             |
| 1982-1983 | Albi   | Championnat de France | ?           | -           | -           | -           | -           |             |